# Сили народної мобілізації
Сили народної мобілізації (араб. الحشد الشعبي, Хашд аш-Шаабі) — коаліція, що складається з шиїтських, єзидських і християнських міліцій, які борються на стороні іракського уряду проти ІД, скорочено PMF. Коаліція спонсорується державою і являє собою парасолькову організацію з 40, в основному шиїтів, міліцій. Однак у її складі є також християнські, сунітські і єзидські угруповання. СНМ була сформована в цілях розгортання боротьби проти ІД. Організація була створена шляхом формального об'єднання існуючих на той момент іррегулярних частин бойовиків під егідою іракського міністерства внутрішніх справ у червні 2014 року.
За даними The National Interest, з 100 тисяч бійців приблизно 80 відсотків в тій чи іншій мірі підтримуються з-за кордону елітним іранським Корпусом вартових ісламської революції (КВІР). Деякі керівники угруповань, наприклад, Абу Махді аль-Мухандіс (голова Катаїб Хезболла) визнані терористами в США. До того ж Катаїб Хезболла брала участь у збройному протидію американської окупації Іраку.
19 лютого 2018 року на колону з восьми автомобілів СНМ напали бойовики ІГ. Близько 30 людей були вбиті або потрапили в полон, серед них було 6 польових командирів з охороною.
3 січня 2020 року Абу Махді аль-Мухандіс був убитий разом з Касемом Сулеймані в результаті авіаудару США по міжнародному аеропорту Багдада за наказом президента США Дональда Трампа, щоб «зупинити війну».
У червні 2023 року зявилася інформація, що  в Іраку підготували майже 600 бойовиків «Хаш аль Шаабі» для участі у війні рф проти України.